# Федерация биатлона Республики Молдова
Федерация биатлона Республики Молдова (рум. Federația de Biatlon din Republica Moldova) — молдавская общественная организация, национальная федерация биатлона Молдовы, созданная 12 мая 1993 года. Член Международного союза биатлонистов (IBU).

## История
Развитие биатлона в Республике Молдова началось в 1992 году, когда Валентин Чумак (рум. Valentin Ciumac) и Петр Бриа (рум. Petru Bria) при поддержке первого президента Национального олимпийского комитета Молдовы Ефима Жосан начала создаваться национальная сборная по этому виду спорта.
Молдавская сборная по биатлону была создана на базе Федерации современного пятиборья и биатлона (UIPMB). Главным тренером команды стал специалист из Российской Федерации Александр Одиноков. В состав сборной вошли спортсмены из команды Военного прикладного многоборья (ДОСААФ).
Федерация биатлона Республики Молдова (рум. Federația de Biatlon din Republica Moldova) создана 12 мая 1993 года как общественная организация – национальный руководящий орган биатлонного спорта.
На XVII Зимних Олимпийских играх 1994 года в Лиллехаммере (Норвегия) в сборную Республики Молдова по биатлону вошли два спортсмена – Елена Горохова и Георгий Василие.
Первых значимых результатов молдавские биатлонисты добились в 1997 году, когда Лариса Тимчина завоевала золотую медаль Чемпионата Европы по летнему биатлону и бронзовую медаль Чемпионата мира по летнему биатлону.
К 2004 году национальная сборная по биатлону занимала 12 место в рейтинге Кубка Наций.
К ХХ Зимним Олимпийским играм 2006 года в Турине (Италия) национальная сборная смогла получить четыре женские лицензии и одну мужскую. По итогам Олимпиады биатлонистка Наталья Левченкова заняла 8-е место в индивидуальной гонке.
На Чемпионате Европы по биатлону Наталья Левченкова завоевала золотую медаль в индивидуальной гонке.
В 2016 году Федерация биатлона Республики Молдова стала организатором XII Конгресса Международного Союза Биатлонистов, в работе которого приняли участие более 360 спортивных функционеров из 54 национальных федераций – членов IBU. В рамках популяризации биатлона в Республике Молдова в работе Конгресса также приняли участие 36 спортсменов – действующих олимпийских чемпионов, призеров международных соревнований.
В 2018–2019 годах Федерация биатлона Республики Молдова натурализировала российских и украинских атлетов (Павел Магазеев, Андрей Усов, Михаил Усов, Максим Макаров, Алина Стремоус, Алена Иванова, Алла Гиленко), которые образовали основу национальной сборной. Это позволило добиться высоких результатов в 2022 году, когда Алина Стремоус завоевала золотую (в гонке-преследовании) и серебряную (в индивидуальной гонке) медали Чемпионата Европы в Арбере (Германия).
На Зимних Олимпийских играх в Пекине молдавская сборная была представлена четырьмя атлетами. Высшее достижение на Олимпиаде – 10 место Алины Стремоус в спринте на 7,5 км.
В настоящее время Федерация биатлона является полноправным членом Международного Союза Биатлонистов и принимает активное участие в работе организации, реализует проект строительства биатлонного комплекса в республике.

## Цели
- объединение усилий всех заинтересованных сторон для развития и популяризации биатлона в Республике Молдова
- привлечение как можно большего числа граждан к занятиям этим видом спорта с целью пропаганды здорового образа жизни;
- подготовка высококвалифицированных спортсменов в этой виде спорта, успешное участие в национальных и международных спортивных соревнованиях;
- установление отношений и развитие сотрудничества с международными неправительственными организациями, работающими в данном направлении;
- отбор и качественная подготовка олимпийских и национальных сборных, обеспечение их участия в международных соревнованиях;
- координация учебно-методологической деятельности спортивных специалистов, организация курсов, стажировок и мероприятий для тренеров, судей и инструкторов.

## Руководство

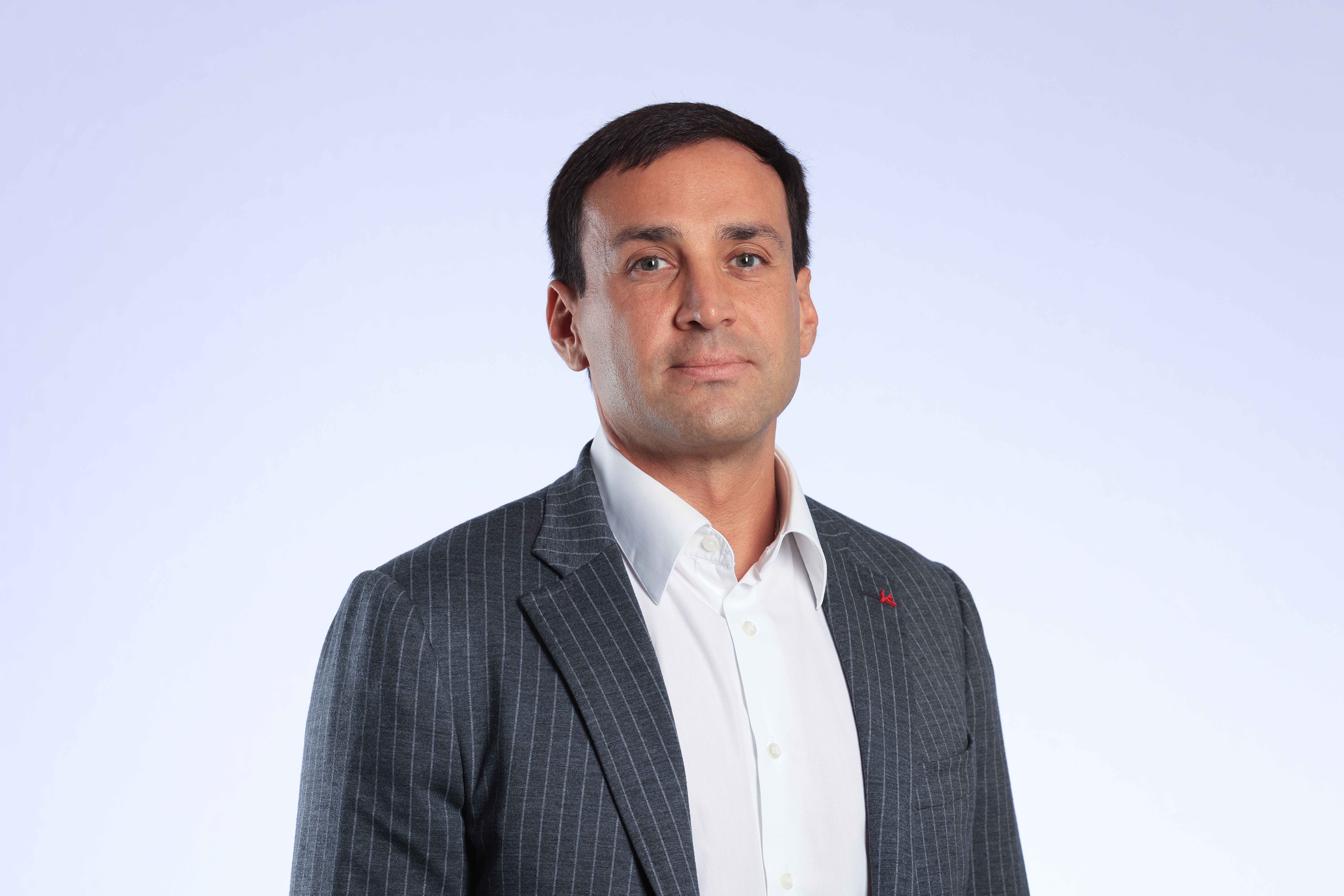
Дмитрий Торнер, президент (с 2020 г.)

- Дмитрий Торнер, президент (с 2020 г.)[5]
- Петру Бриа, Генеральный секретарь (1993–2014 гг., 2017- н.в.)

## Президенты
- Валентин Чумак (1993–2014 гг.)
- Петру Бриа (2014–2017 гг.)
- Ион Флорян (2017–2020 гг.)
- Дмитрий Торнер (2020-н.в.)